# Клакамас (окръг, Орегон)
Окръг Клакамас (на английски: Clackamas County) е окръг в щата Орегон, Съединени американски щати. Площта му е 4867 km², а населението - 338391 души (2000). Административен център е град Орегон Сити.

## Градове
- Барлоу
- Гладстоун
- Дамаскъс
- Естакада
- Западен Лин
- Канби
- Лейк Осуего
- Милуоки
- Мълала
- Ривъргроув
- Сенди
- Хапи Вали
- Уилсънвил